# Rebuço

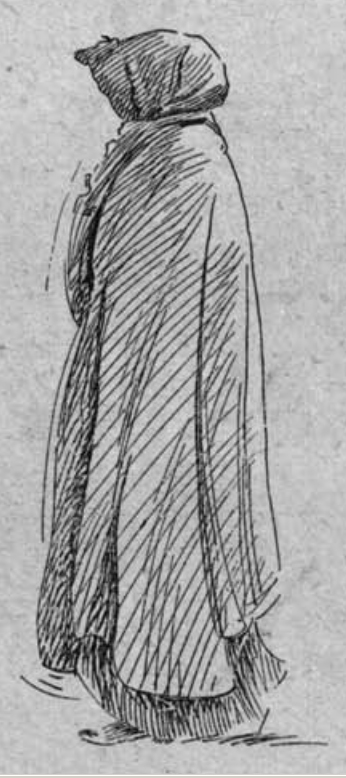
Desenho de uma mulher algarvia usando o biôco, elaborado por José de Saavedra em 1917.

O Rebuço ou embuço, igualmente conhecido como Bioco (também grafado histórica e regionalmente como Biôco ou Biúco), era uma peça de vestuário, utilizada tradicionalmente pelas mulheres em Portugal.

## Descrição
O rebuço consistia numa espécie de capote comprido com um cabeção, geralmente de cor negra, que cobria quase totalmente o corpo, desde a cabeça aos pés. A única abertura era uma estreita rótula em bico para os olhos, que podia ser rodada com as mãos, de forma a mudar o sentido da visão. Embora o rebuço fosse normalmente confundido com o biôco, conhecido igualmente no Algarve como biúco, este era ligeiramente diferente, sendo formado por um lenço de grandes dimensões, em tecido rijo, e que era segurado por um xaile que era mais grosso e pesado na parte dos ombros e do pescoço. Na obra A Ruiva, publicada em 1881 por Fialho de Almeida, surge uma referência ao uso do embuço em Lisboa: «Dum lado e outro, a fileira de transeuntes seguia, gente de todas as castas, mulheres embuçadas em mantas…».
As palavras rebuço e bioco ficaram ambas com um significado figurativo de simulação ou disfarce, enquanto que o termo sem rebuço passou a ser utilizado para indicar que uma afirmação ou decisão foi feita com franqueza, ou sem rodeios. A palavra rebuço também poderá ser a origem do doce conhecido como rebuçado.

Desenho de uma burca islâmica, de onde terá derivado o rebuço.

## História

### Séculos XVI e XVII
O rebuço e as suas variantes foram provavelmente inspirados na tradição islâmica, que forçava as mulheres a cobrir a face. Foram utilizados um pouco por toda a Europa até ao século XIX, incluindo em Portugal, onde o seu uso perdurou durante vários séculos. A primeira tentativa do governo de o proibir terá sido através de uma carta régia de 1626, que impediu as mulheres de andarem embuçadas pelas ruas, e ordenava «que se lancem pregões, que toda a mulher de qualquer qualidade, que for achada rebuçada, seja presa na cadeia, e condenada em perdimento do manto, e em cem cruzados de pena». Porém, esta medida não teve resultado, pelo que em 11 de Agosto de 1649 D. João IV emitiu uma nova carta régia: «que vendo eu os grandes danos, que se seguião do costume, que a comunicação com Castela havia introduzido neste Reino, de andarem as mulheres tapadas pelas ruas, e trazerem chapéu; procurando prover em tudo, como cumpre ao serviço de Deus e meu, e honestidade, que nele sempre houve, que tanto sou obrigado a desejar vá com as mais virtudes em crescimento, atalhando o que pode ser ocasião de se encontrar; fui servido resolver, e mandar se fixassem Editais, e lançar pregões nesta cidade de Lisboa, que nenhuma mulher pudesse andar a pé pelas ruas embuçada, com chapeo, ou sem êle, nem assistir nas Igrejas, com pena de que os Ministros e Oficiais de Justiça as poderão desembuçar no lugar, em que assim forem achadas; e sendo mulher nobre, a faria recolher a casa segura, e dar conta ao Julgador do Bairro, para que a mandasse a sua casa com a decência devida à sua qualidade; e pagará cinquenta cruzados…; e sendo mulher ordinária, pagará vinte cruzados da cadeia…». Porém, eram previstas algumas excepções a esta regra: «as regateiras que no lugar aonde vendem, poderão ter o dito chapéu; e sòmente usarão dele as mulheres que trouxerem mantilhas; e de nenhum modo haverão manto com chapéu, salvo as parteiras, que andarem em mula.». O rebuço foi gradualmente desaparecendo da sociedade portuguesa devido às sucessivas regras que levavam à sua proibição, às novas exigências da moda e à sua má reputação, uma vez que alegadamente facilitava os roubos e a prostituição, além que por vezes era trajado por homens, de forma a poder criticar ou insultar outras pessoas sem serem reconhecidos. A conotação entre o rebuço e a prostituição também foi relatada pelo historiador Duarte Nunes de Leão no século XVI: «E as que em Portugal se vem ir embuçadas, são estrangeiras & essas meretrices. E isto he tanto, que as mesmas rameiras Portuguezas se não embuçam por não parecerem o que são».

### Séculos XIX e XX
No Algarve ocorria a mesma situação, com o uso do bioco a ser progressivamente interdito pelas autoridades. Um artigo escrito no jornal O Districto de Faro de 12 de Outubro de 1876, e republicado pelo jornal O Algarve em 17 de Outubro de 1920, referiu que o uso do biôco foi proibido pelo administrador do concelho de Faro: «acabaram nesta cidade os biocos. Essa antiga usança, com que deparavamos a cada passo, e que decerto não depunham a nosso favor desapareceu. E ainda bem que esses monumentos ambulantes, essas ridiculas caricaturas, alvo das «troças», foi riscado d'entre nós! O sr. administrador deste concelho, acaba de proibir por editaes mandados afixar nos logares mais publicos, semelhante uso. Esta medida foi bem tomada e tinha-se tornado ultimamente uma necessidade. Homens disfarçados em trajos de mulher e embiocados apareceram em diversas ocasiões e em diversos sitios, e com este aparecimento coincidiu as diversas tentativas de roubo que se deram. Fazia-se a este proposito milhares de suposições cada qual mais extravagante, exageravam-se as noticias, e cremos que até se inventaram; existia a desconfiança, havia o receio e o terror ia-se comunicando aos espiritos timoratos: nestas circunstancias tornava-se necessaria a intervenção da autoridade. Folgamos, pois, de registar este acto e muito mais, porque, como os nossos leitores se hão de recordar, em tempos combatemos e condemos na nossa folha por diversas formas um tal uso.
Apesar da sua interdição a nível nacional, o uso do bioco e do rebuço permaneceu no Sul do país, tendo uma revista O Ocidente de 1889 descrito o costume de utilizar o biôco em Monforte, no Alentejo: «A monfortense não falta a uma festa religiosa, e, como o chapeu é ali ainda uma nota discordante, encafúa a cabeça dentro do biôco o traje mais horroroso que se ha visto. Imagine-se uma mantilha avançando por de sobre a testa uma pala de comprimento não inferior a um palmo, forrada de preto; e temos o repulsivo biôco. Comtudo este terrivel adorno não impede que suas donas sejam muito affaveis para os que se arriscam a affrontar o incommodo biôco.».
O bioco foi proibido pelo Governador Civil do Algarve, Júlio Lourenço Pinto, por um edital de 28 de Setembro de 1892, alegando que podia ser utilizado com fins impróprios, como a infidelidade conjugal. Com efeito, o bioco nessa época ainda estava ligado à prática da prostituição, tendo o jornal O Districto de Faro de 8 de Junho de 1876 noticiado que tinha terminado o uso dos biôcos em Tavira, devido a um edital da administração do concelho, que limitou o seu uso apenas às prostitutas. Um dos opositores à medida imposta por Júlio Lourenço Pinto em 1892 foi o jornalista João Capuz, que iniciou uma forte campanha contra a proibição do bioco no jornal Olhanense».
Graças a estas medidas, o rebuço e o biôco começaram a desaparecer da região nos princípios do século XX, embora tenham continuado a ser utilizados em várias localidades, principalmente na vila de Olhão, onde na década de 1930 ainda eram por vezes empregues durante a missa de Domingo. Também houve registo de mulheres que foram multadas e presas em Faro, por continuarem a utilizar aquela peça de vestuário. Em 1922, o escritor Raul Brandão visitou a vila de Olhão durante os estudos para a elaboração da sua obra Os Pescadores, tendo anotado uma descrição do biôco: «É um traje misterioso e atraente. Quando saem, de negro, envoltas nos biocos, parecem fantasmas. Passam, olham-nos e não as vemos. Mas o lume do olhar, mais vivo no rebuço tem outro realce. Desaparecem e deixam-nos cismáticos. Ao longe, no lagedo da rua ouve-se ainda o cloque-cloque do calçado — e já o fantasma se esvaiu, deixando-nos uma impressão de mistério e sonho.».
O rebuço e as suas variantes ficaram associados à cultura do Algarve, uma vez que foi o ponto em território nacional onde foram utilizados até mais tarde. Com efeito, o rebuço foi considerado pelo director do Museu do Trajo de São Brás de Alportel como «uma das peças mais carismáticas do Algarve», tendo uma réplica do antigo traje sido guardada naquela instituição. Começou finalmente a desaparecer nas décadas de 1920 e 1930, devido à proibição por parte das forças policiais, e às fortes críticas dos jornalistas e escritores modernistas, que o viam como um símbolo do subdesenvolvimento da região. Por outro lado, o rebuço foi defendido pela feminista Maria Veleda num artigo de 1901, que o associou à liberdade feminina, uma vez que permitia que as mulheres saíssem de casa sem estarem acompanhadas.
Em Portugal, o rebuço não foi utilizado apenas no continente, sendo uma variante desta peça ainda parte do vestuário comum no Arquipélago dos Açores, durante a década de 1930. Com efeito, um artigo de 1931 na revista Ilustração relatou que «Nos Açores mantêm-se, como no Algarve, os capotes com bioco, modelos aperfeiçoados, que derivarão talvez de um resguardo primitivo, a cobrir o corpo inteiro e pendente da cabeça também nele protegida, no qual da forma de mais rude aspecto e contextura, acaso a mais directa, derivarão também as capuchas.».

### Influência cultural
Nos princípios de 2015, a empresária Lurdes Silva lançou a linha de roupa Bioco Tradition, baseada no antigo rebuço, com a colaboração do Museu do Traje, no sentido de «recriar peças do passado aliando o design. Peças com identidade, com história, com tradição». De acordo com Lurdes Silva, «Todas as peças contam a história em português e em inglês, ou no forro ou na parte exterior, como é o caso da peça de verão».